# Tatar de Tobol-Irtych
Le tatar de Tobol-Irtych est une langue turque parlée dans l'Oblast de Tioumen, Oblast d'Omsk en Russie, et tire son nom des rivières Tobol et Irtych.

## Classification interne
La langue est généralement classée parmi les dialectes des Tatars de Sibérie dont fait aussi partie le baraba. Johanson rassemble ces dialectes sous le nom de tatar sibérien occidental. 
Selon Toumacheva, le tatar de Tobol-Irtych comprend deux sous-dialectes. Le parler de Tioumen est parlé dans les raïons de Tioumen, Ialoutorovsk et velijan. Les locuteurs du parler de Tobol vivent dans les raïons de Tobolsk, Bagaï et Yarkov (en).

## Sources
- (ru) Бapcукова, P.C., Зaбoлoтный гoвop тоболo-иртышского диалекта татарского языка в cpaвнительном освещении, Kazan, Fiker, 2004  (ISBN 5-93091-053-7).
- (en) Boeschoten, Hendrik, The Speakers of Turkic Languages, The Turkic Languages, p. 1-15, Lars Johanson, Éva A. Csató (Éditeurs), Routledge Language Familiy Descriptions, Londres, Routledge, 1998 (Réimpression 2006)  (ISBN 9780415412612).
- (en) Johanson, Lars, The History of Turkic, The Turkic Languages, p. 81-125, Lars Johanson, Éva A. Csató (Éditeurs), Routledge Language Familiy Descriptions, Londres, Routledge, 1998 (Réimpression 2006)  (ISBN 9780415412612).
- (ru) Тумашева, Д.Г., Словарь диалектов сибирских татар, Kazan, Izdatel'stvo Kazanskogo Universiteta, 1992  (ISBN 5-7464-0507-8).